# Isabella Bendidio
Isabella Bendidio (Ferrara, 13 de septiembre de 1546-después de 1610) fue una cantante y noble italiana. 

## Biografía
Isabella Bendidio nació en Ferrara el 13 de septiembre de 1546, hija de Nicolò Bendidio y Margherita Rossetti. Junto con su hermana Lucrezia, cantó en el primer conjunto del concerto delle donne como parte de la musica secreta de la corte. Se casó con Cornelio Bentivoglio, un poderoso noble y miembro de la familia Bentivoglio, en 1573, momento en el cual pudo haber dejado de cantar en la corte. Fue madre de Guido y Enzo Bentivoglio, quienes fueron los primeros patrocinadores de Girolamo Frescobaldi. También era la tía de Anna Guarini, quien más tarde la reemplazó en el concerto delle donne.